# Wilfrid Sellars
Wilfrid Stalker Sellars (20. května 1912 – 2. července 1989) byl americký filozof. Ve svém díle se snažil syntetizovat americký pragmatismus, britskou analytickou tradici a německý logický pozitivismus. K jeho nejznámějším pracím patří kniha Empiricism and the Philosophy of Mind z roku 1956, v níž tvrdil, že přijímaný vjem nelze oddělit od konceptualizace, která vjem dotvoří (či spíše vytvoří) v naší mysli. V práci Philosophy and the Scientific Image of Man z roku 1962 zkoumal vztah vědy k realitě.